# Keko (Instrument)
Eine Keko (fataluku) oder Kokotere (tetum Kokotere) ist ein Blasinstrument mit einer durchschlagenden Zunge in Osttimor, das aus einem quer geblasenen Bambusrohr mit einem Schalltrichter besteht. Die Form erinnert an eine zylindrische Langtrompete.
In der Gemeinde Lautém wird es bei den Fataluku in den Aldeias Soiquili (Suco Parlamento) und Codo (Suco Maina II) im Verwaltungsamt Lautém verwendet, wobei sich die Instrumente zwar in den beiden Aldeias im Aussehen nur wenig unterscheiden, dafür aber deutlich in den Melodien, da unterschiedliche Atemsequenzen zum Spielen verwendet werden. Das Instrument ist aber auch aus der Gemeinde Baucau bekannt.
Die Keko besteht aus einem etwa anderthalb Meter langen und etwa fünf Zentimeter dicken Bambusrohr und einem Schalltrichter aus Palmblättern, die um das Bambusrohr gewickelt werden. Die Anblasöffnung ist ein aus dem Bambusrohr herausgeschnittener Spalt von 12 bis 14 Zentimetern Länge, in den eine Zunge aus Bambus oder Büffelhorn eingesetzt und mit Rattanschnur fixiert wird. Diese durchschlagende Zunge unterscheidet die Keko vom längs geblasenen Einfachrohrblattinstrument Fara-Fara, das zum Vertreiben von Tieren aus den Feldern dient.
Die Keko, mit der Tonfolgen gespielt werden können, wird ausschließlich als Soloinstrument oder bei zeremoniellen Anlässen und Festen als Ankündigungs- oder Begrüßungsinstrument verwendet. Dabei wird das Instrument waagerecht gehalten und seitlich in das Mundstück geblasen, während der Spieler das Rohrblatt nach hinten drückt und mit den Stimmbändern unterschiedliche Töne erzeugt. Das Bambusrohr verstärkt die Töne. Mit der Keko werden auch Tierlaute imitiert, wie von Hunden, Hähnen und Insekten.
In Baucau benutzen Hirten das hier Kokotere genannte Instrument für Rufsignale, um verschwundene Tiere wieder zu finden oder die Tiere in den Pferch zu treiben.